# Pfälzische G 5
Die Dampfloks der Bauart G 5c waren Güterzuglokomotiven der Königlich Bayerischen Staatsbahn.

## Beschreibung
Die Lokomotiven wurden zwischen 1905 und 1907 von der Firma Krauss hergestellt, nachdem es ab den 1890er Jahren zu einem Engpass bei leistungsfähigen Güterzuglokomotiven in der Pfalz gekommen war. Es wurden 24 Fahrzeuge hergestellt. Sie waren gleichzeitig die letzten Loks, die durch die Eisenbahn in der Pfalz entwickelt wurden. Die Deutsche Reichsbahn übernahm 22 Fahrzeuge als Baureihe 5559 und gab ihnen die Betriebsnummern 55 5901–5922. Die Loks wurden bis 1929 ausgemustert. Stationiert waren sie in den Bahnbetriebswerken Kaiserslautern, Neustadt und Landau.
Die Loks hatten eine hohe Kessellage (2780 mm über SO) und erstmals bei einer deutschen Nassdampflokomotive wurden Kolbenschieber verwendet. Die Fahrzeuge waren mit einem Schlepptender der Bauart bay 3 T 16 ausgestattet.